# Ниссо
«Ниссо» (тадж. Нисо) — советский чёрно-белый художественный драматический фильм 1965 года, снятый на киностудии «Таджикфильм» режиссёром Маратом Ариповым по роману Павла Лукницкого, его режиссёрский дебют.
Премьера состоялась в августе 1966 года в Душанбе, в Москве — 2 марта 1967 года. Фильм посмотрели 7,4 млн зрителей.

## Сюжет
Ниссо была продана старой тёткой за долги сборщику налогов и уводится Азиз-ханом. Ей удаётся сбежать и найти приют в одном из кишлаков на советском берегу реки, где дехканы решительно ломают пережитки старого мира. В это время демобилизованный красноармеец Александр Медведев приходит в кишлак, чтобы начать новую жизнь. Ниссо сталкивается с враждебностью местных жителей из-за старых предрассудков, но её защищают бывший шофер Медведев и брадобрей Кендыри. В конечном итоге, благодаря помощи пограничников, дехканам удаётся разгромить Азиз-хана и спасти Ниссо от рабства и унижений.

## В ролях
- Галия Пулатова — Ниссо
- Спартак Багашвили — Бобо-Калон
- Юрий Назаров — Саша Медведев
- Курбан Холов — Бахитор
- Махмуд Тахири — Мирзо-хур
- Н. Хасанов — Карашир
- Гази Ниязов — Азиз-хан
- М. Хаджикулов — Кендыри
- Миассара Аминова — Марьям

Роли дублировали:
- Ирина Губанова
- Игорь Ефимов
- Владимир Костин
- Ефим Копелян
- Евгений Барков
- Григорий Гай
- Николай Гаврилов

## Съёмочная группа
- Авторы сценария: Павел Лукницкий, Леонид Рутицкий
- Режиссёр-постановщик: Марат Арипов
- Главный оператор: Борис Середин
- Художник: Хусейн Бакаев
- Композитор: Эдуард Хагагортян
- Звукооператор: Израиль Аркашевский
- Директор картины: Борис Яковлев

Фильм дублирован на киностудии «Ленфильм»
- Режиссёр дубляжа: Владимир Скворцов
- Звукооператор: Арнольд Шаргородский

## Съёмки
Съёмки велись в Нуреке и Памире.